# Hannelore Erhart
Hannelore Erhart, geb. Jahr (* 1. Mai 1927 in Kassel; † 9. April 2013) war eine deutsche evangelische Theologin und Hochschullehrerin.

## Leben und Wirken
Sie studierte nach dem Zweiten Weltkrieg Evangelische Theologie und war anschließend Lehrvikarin in der Reformierten Gemeinde in Göttingen. Zur Ordination wurde sie jedoch nicht zugelassen, da es zu jener Zeit keine Frauenordination gab. Sie selbst beschrieb dies so: „Die Männer wurden ordiniert, uns haben sie nach Hause geschickt“. Hannelore Erhart schlug daraufhin eine akademische Laufbahn ein und war Professorin an der Theologischen Fakultät der Universität Göttingen sowie Gründerin des Göttinger Frauenforschungsprojekts zur Geschichte der Theologinnen. 1989 wurde sie emeritiert.
Für ihre Arbeit über Katharina Staritz wurde sie 2002 zusammen mit Ilse Merseburg-Haubold und Dietgard Meyer mit dem Hanna-Jursch-Preis ausgezeichnet.
Hannelore Erhart war verheiratet. Sie lebte und arbeitete in Göttingen.

## Publikationen (Auswahl)
- (mit Andrea Bieler und Ilse Härter): „Darum wagt es, Schwestern...“. Zur Geschichte evangelischer Theologinnen in Deutschland. Neukirchener Verlagshaus, Neukirchen-Vluyn 1994, ISBN 978-3-7887-1477-2
- (mit Dagmar Herbrecht und Ilse Härter): Der Streit um die Frauenordination in der Bekennenden Kirche. Quellentexte zu ihrer Geschichte im Zweiten Weltkrieg. Neukirchener Verlagshaus, Neukirchen-Vluyn 1997, ISBN 978-3-7887-1649-3
- (mit Ilse Merseburg-Haubold und Dietgard Meyer): Katharina Staritz (1903-1953). Band 1: 1903-1942: Von der Gestapo verfolgt, von der Kirchenbehörde fallengelassen. Neukirchener Verlagshaus, Neukirchen-Vluyn 1999, ISBN 978-3-7887-1682-0
- Lexikon früher evangelischer Theologinnen. Biographische Skizzen. Neukirchener Verlagshaus, Neukirchen-Vluyn 2005, ISBN 978-3-7975-0081-6